# Viguzzolo
Viguzzolo é uma comuna italiana da região do Piemonte, província de Alexandria, com cerca de 2.884 habitantes. Estende-se por uma área de 18,27 km², tendo uma densidade populacional de 157 hab/km². Faz fronteira com Berzano di Tortona, Casalnoceto, Castellar Guidobono, Pontecurone, Sarezzano, Tortona, Volpeglino.

## Demografia
| Variação demográfica do município entre 1861 e 2011                               |
|                                                                                   |
| Fonte: Istituto Nazionale di Statistica (ISTAT) - Elaboração gráfica da Wikipedia |